# Весёлая Лопань
Весёлая Лопань — село в Белгородском районе Белгородской области, административный центр Весёлолопанского сельского поселения.
Ж/д станция «Долбино». В селе расположен спиртзавод.

## Происхождение названия
Краевед Андрей Геннадьевич Словохотов считает, что современное название села произошло путём слияния двух отдельных названий: Лопань (по названию реки, в верховьях которой расположено село) и Весёлая. Согласно словарям Фасмера и Даля, слово «лопань» означает «бьющая наружу, прорывающаяся вода» либо «колодец на болоте», что по мнению Словохотова соответствует характеру истока реки и определило её название. Альтернативную версию, что название Лопань произошло от разговорного «лопать» (в значении «есть, кушать»), Словохотов относит к народной этимологии.
Название Весёлая жители села связывают с празднованиями, которые некогда устраивали в этой местности казаки в честь успехов в походах, но по мнению краеведа Прохорова это название не отражает каких-либо характерных черт села, а придумано помещиком в XVIII веке согласно распространённой в то время практике «давать селениям красивые, звучные названия». Современную форму название села приобрело, вероятно, в конце XIX века.

## История

### XVIII век
План Генерального межевания Золочевского уезда Харьковской губернии датирован 1784 годом. В «Алфавите дач генерального межевания» деревня под двойным названием «Веселая Лопань тож» значится как владение помещика Андрея Андреевича Выродова с численностью населения по ревизии 114 душ мужского пола.

### XIX век
В 1900 году решением уездного земского собрания в Весёлой Лопани открыто уездное земское училище смешанного типа с трёхлетним сроком обучения. 

### XX век
В середине 20-х годов Весёлая Лопань на короткое время становится районным центром. В 1932 году Веселолопанский район был переименован в Микояновский, а центр района был перенесён из деревни Весёлая Лопань в деревню Воскресеновка (ныне посёлок Октябрьский).
В 20-е годы село, поскольку в его населении была велика доля украинцев, попало под действие украинизации. Но в селе это было воспринято отрицательно и Весело-Лопанский волисполком в 1925 году отказался от проведения украинизации:

Ни один из населённых пунктов волости не выразил желание на украинизацию сельсоветов и школ. Отказ … объясняется тем обстоятельством, что хотя среди населения волости и имеется от 36 до 49 % украинцев, но … фактически они настолько обрусели и … свыклись с русской речью, что она … стала родной речью … Практикуемая населением речь слободской Украины мало имеет общего с литературным украинским языком… Да и в школе язык этот может быть усвоен не легче, чем какой-либо иностранный, например, немецкий … Разница лишь в том, что немецкий изучался бы с охотой.— Выписка из протокола волостного собрания
В 1929 году в Весёлой Лопани создан колхоз «12 лет Октября».
С началом Великой Отечественной войны многие жители села ушли на фронт, некоторые эвакуировались. Село было оккупировано в октябре 1941 года и освобождено в августе 1943 года.
С 1943 года возобновилась работа колхоза. Работали на полях в основном женщины и дети. До 1947 года в колхозе не было техники и лошадей, поэтому землю вспахивали вручную и на коровах.

## География

### Гидрография
Через село с севера на юг протекает река Лопань. Имеются каскад прудов в окрестностях спиртзавода (местное население называет их первый, второй, третий и четвёртый пруд).

### Рельеф
Село окружено со всех сторон полями. Из них к пойме реки Лопань протягиваются короткие балки (3 с запада и 3 с востока).

## Население
| 2002 | 2010  |
| ---- | ----- |
| 2724 | ↘2696 |

## Улицы
Изначально село состояло из трех улиц: Жихаревка (нынешняя Кооперативная), Москалёвка и Бочановка (нынешняя Комсомольская).
Сейчас в селе имеются следующие улицы:
| - Весёлая - Гагарина - Горького - Железнодорожная - Заводская - Зареченская - Зелёная - Колесникова - Комсомольская - Комсомольский перереулок - Кооперативная - Луговая - Маршала Жукова - Мира - Мира переулок - Молодёжная - Народная | - Некрасова - Новая - Новосёловка - Озёрная - Октябрьская - Первомайская - Победы - Полевая - Пушкина - Садовая - Степная - Фабричная - Цветочная - Школьная - Шоссейная - Юбилейная - Юбилейный переулок |

## Транспорт
Село связано с Белгородом автобусным сообщением:
- маршрут 142 (Весёлая Лопань — Белгород)
- маршрут 132 (Бессоновка — Весёлая Лопань — Белгород)

Ранее существовал маршрут Октябрьский — Веселая Лопань — Белгород, в настоящее время сообщение по нему не осуществляется.
Также через село проходит железная дорога, сообщающая его с Белгородом и Харьковом. В селе расположен вокзал и железнодорожная станция Долбино (не путать с селом Долбино).

## Хозяйство
- производство «Лопанское» ООО «Белгранкорм» (птицефабрика)
- филиал ФГУП «Росспиртпром» «Веселолопанский спиртовой завод» (производство спирта, дрожжей, углекислота, а также розлив минеральной воды «Благодатный источник»); из-за вреда для экологии района решением властей производство временно приостановлено.

## Образование
- средняя школа
- музыкальная школа
- районная станция юннатов
- ГУ «Областной центр медико-социальной реабилитации детей и подростков с ограниченными возможностями»

## Достопримечательности
- Усадьба помещиков Мухановых
- Храм Рождества Христова

## Уроженцы
- Сапелкин, Валентин Иванович, композитор, заслуженный артист УССР. Родился в селе 7 июля 1926 года[7].
- Сычёв, Сергей Владимирович, депутат Государственной думы I и II созывов (фракция ЛДПР). Вырос в селе, учился в Весёлолопанской средней школе.
- Жирный, Иван Васильевич, футболист, защитник команды «Салют-энергия», родился 27.09.1983 года